# Haus der Krebs-Selbsthilfe

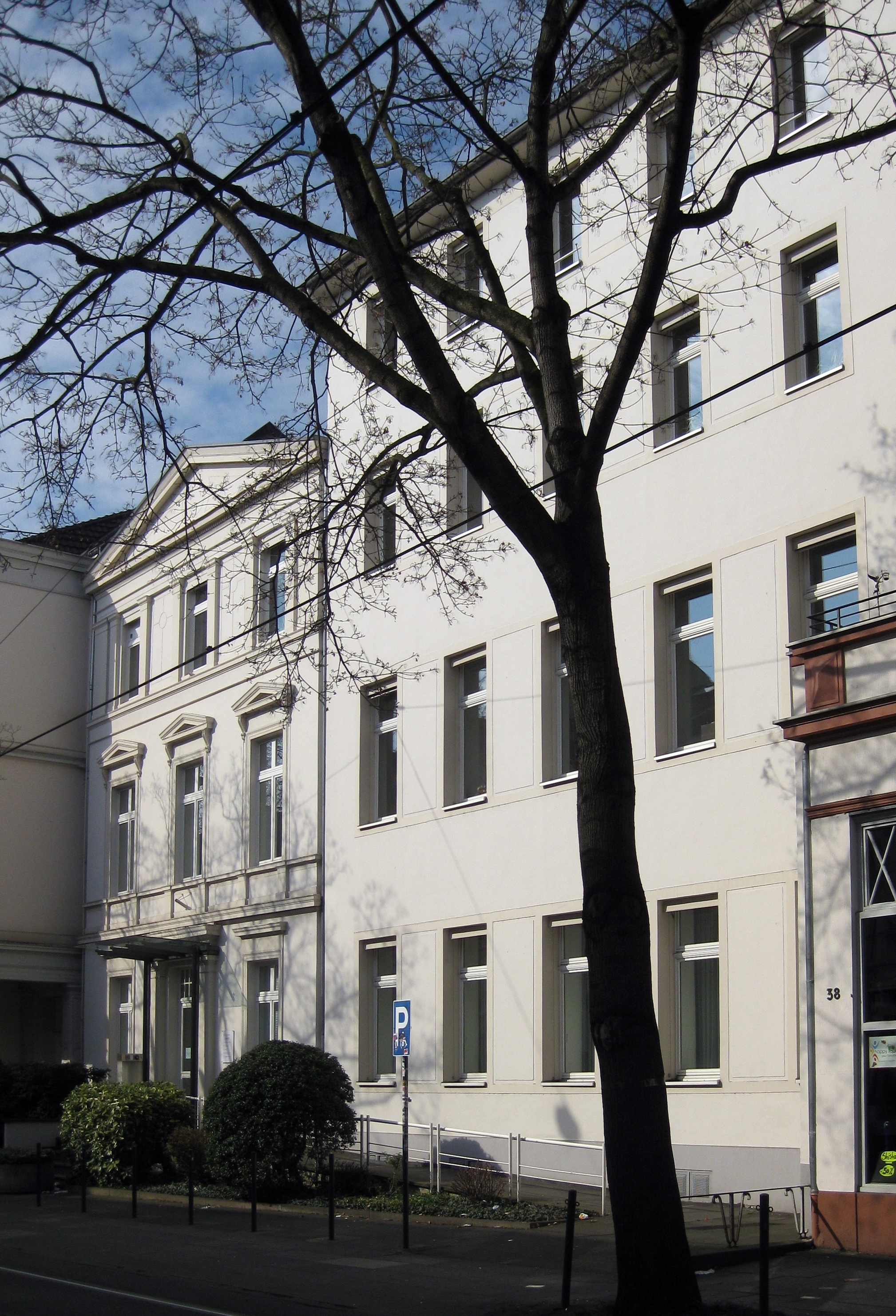
Haus der Krebs-Selbsthilfe (2015)

Das Haus der Krebs-Selbsthilfe - Bundesverband e. V. (HKSH-BV) mit Sitz in Bonn  und seine zwölf Mitgliedsverbände unterstützen an Krebs Erkrankte, Menschen mit erblichen Vorbelastungen und die Angehörigen. Die Mitgliedsverbände engagieren sich für bestimmte Krebserkrankungen (Entitäten). Sie ermöglichen den Austausch untereinander und schaffen neuen Lebensmut. Als Interessenvertretung setzen sie sich für ihre Anliegen ein. Durch engagiertes Handeln und Gestalten fördert das HKSH-BV neue entitätsübergreifende Themen, Strategien und Projekte. Es ist Ansprechpartner für Politik, Gesellschaft, Forschung und Medien und macht die Krebs-Selbsthilfe öffentlich sichtbar. Die Stiftung Deutsche Krebshilfe fördert diese Selbsthilfe-Initiativen.

## Geschichte

Logo des Haus der Krebs-Selbsthilfe

Im Jahr 2006 zogen die ersten Verbände in das Haus in der Thomas-Mann-Straße 40 in Bonn ein. Dafür stellte die Krebshilfe ihr früheres Verwaltungsgebäude zur Verfügung. Der Bundesverband wurde 2015 von neun Verbänden gegründet. 2025 hat er zwölf Mitgliedsverbände.

## Die Institutionen
Im Haus sitzen nachfolgende bundesweit tätige Selbsthilfeorganisationen
Bei diesen können auch Ansprechpartner in der Region erfragt werden:
- Arbeitskreis der Pankreatektomierten e. V.
- BRCA-Netzwerk e. V.
- Bundesverband Kehlkopf- und Kopf-Hals-Tumore e. V.
- Bundesverband Prostatakrebs Selbsthilfe e. V.
- Bundesverband Schilddrüsenkrebs – Ohne Schilddrüse leben e. V.
- Deutsche ILCO e. V. – Selbsthilfe bei Darmkrebs und Stoma
- Deutsche Leukämie- & Lymphom-Hilfe e. V.
- Frauenselbsthilfe nach Krebs – Bundesverband e. V.
- Kopf-Hals-M.U.N.D.-Krebs e. V.
- Melanom Info Deutschland - MID e. V.
- Selbsthilfe-Bund Blasenkrebs e. V.
- zielGENau e. V. - Patientennetzwerk Personalisierte Lungentherapie

Die Zusammenarbeit der Mitgliedsverbände und des Dachverbands ermöglichen einen ständigen Erfahrungsaustausch, die Nutzung von Ressourcen und die bessere Abstimmung gemeinsamer Aktivitäten.

## Ziel und Auftrag
Krebs-Selbsthilfegruppen sind nach der Akutbehandlung häufig erste und wichtige Anlaufstellen für Patienten und Patientinnen. Aus dem Erfahrungs- und Gedankenaustausch mit Gleichbetroffenen können sie und ihre Angehörigen Mut und Zuversicht schöpfen. Die Mitglieder von Selbsthilfegruppen sind aufgrund der Erfahrungen mit ihrer eigenen Erkrankung Fachleute in eigener Sache. So können sie auf die speziellen praktischen und emotionalen Bedürfnisse von Menschen mit einer Krebserkrankung oder einer einem Erkrankungsrisiko eingehen, über krankheitsbedingte Schwierigkeiten informieren und konkret helfen, etwa beim Einsatz von Hilfsmitteln. In der Gruppe erfahren Betroffene, wie andere ihren Alltag bewältigen und was sie selbst tun können, um den Schock von Diagnose und Therapie zu überwinden sowie die Lebensqualität zu verbessern. Eine der wichtigen Zukunftsaufgaben ist die Aus- und Weiterbildung von Patientenvertretenden, um Patientenbeteiligung im Sinne der Partizipativen Gesundheitsforschung, aber auch in der Versorgung konsequent zu verwirklichen.